# 아마르 제말
아마르 제말(عمار الجمل, Ammar Jemal, 1987년 4월 20일, 수스 ~)는 튀니지의 전 축구 선수이다.

## 경력
2009년 6월 11일, 제말은 프랑스 리그 1의 FC 낭트와 4년 계약으로 연결되었었다. 이 계약으로 그는 그의 스승이었던 게르노 로어 감독과 재회할 수 있었으나, 나중에 이적이 취소되었다. 2010년 5월 7일, 그는 에투알 뒤 사엘과 결별한 뒤 BSC 영 보이즈로 이적하였다. 제말은 토트넘 홋스퍼 FC와의 UEFA 챔피언스리그 2010-11 예선 플레이오프 1차전에서 주전 센터백인 에밀리아노 두다르가 부상을 당함에 따라 선발로 출장하였다.
2011년 8월 30일, 제말은 1. FC 쾰른으로 1년간 임대되었고, 이후 바이백 옵션이 추가되었다. 그는 쾰른 소속으로 3번의 등번호를 부여받았다.
이후 임대 종료와 함께 프랑스의 AC 아작시오로 1년간 활약했으나 6경기 밖에 출전하지 못 했고 이후 조국의 클럽인 클럽 아프리칸으로 갔으나 그 곳에서 다시 사우디아라비아의 알 파테흐 SC로 임대되었다.